# John Thiessen

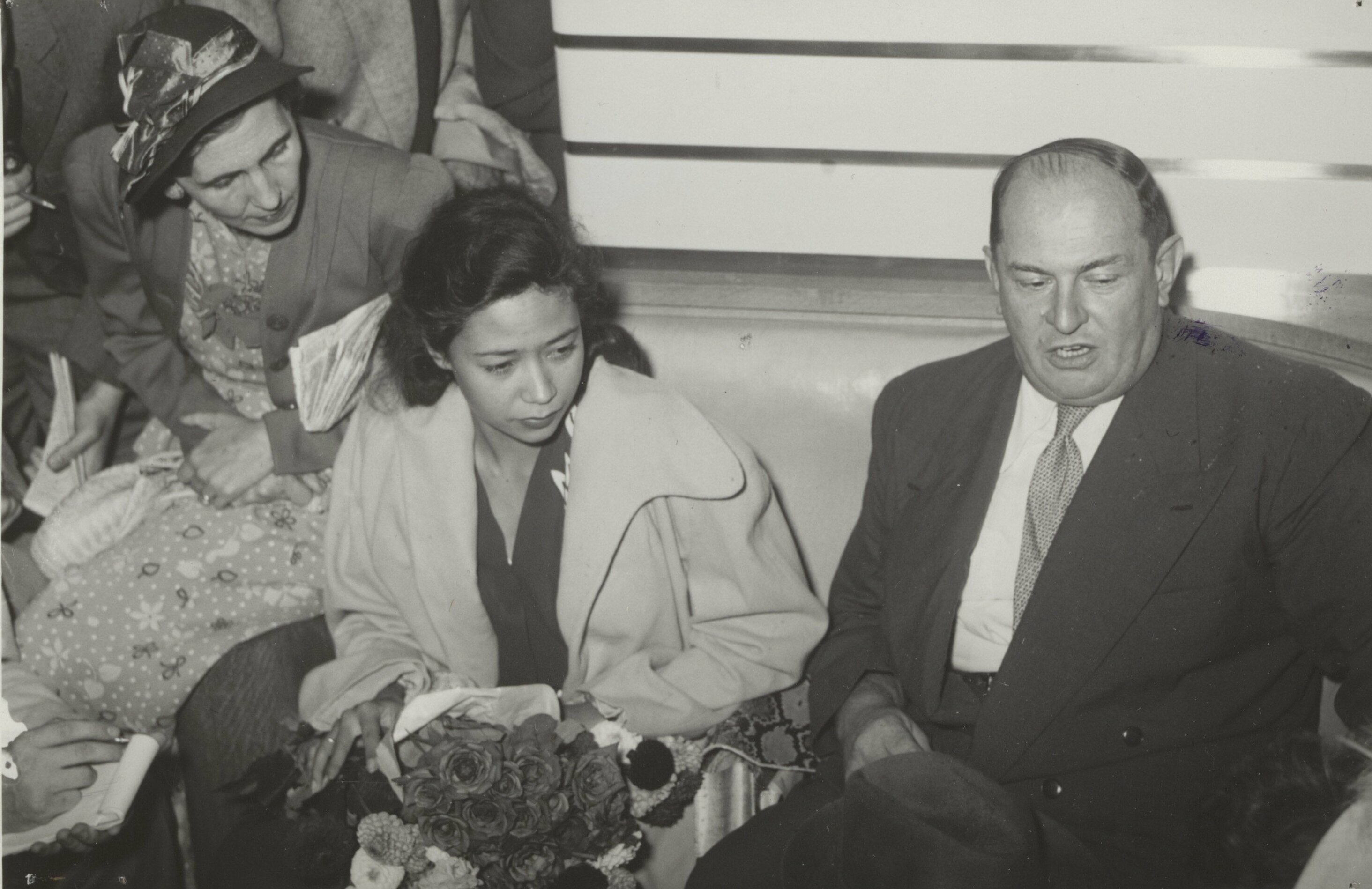
John Thiessen neben Yvonne Fournier, Frau Westerling am 24. August 1950.

John Thiessen (* 1906 auf der Insel Sumatra; † 1986) war ein US-amerikanisch-niederländischer Geistlicher, der als Missionar in Nordsumatra unter dem indonesischen Volksstamm der Batak bekannt wurde.

## Leben
John Thiessen wurde auf Sumatra geboren und studierte in Oxford. Er sprach acht Sprachen und wurde augenzwinkernd, aber respektvoll Urwaldmissionar, Missionar der Indianer, Evangelist der Kopfjäger, Prediger in allen Erdteilen genannt.
In Deutschland wurde er 1959 bekannt, als er vor der Davidwache „Christus auf der Reeperbahn“ verkündete.
In den 1980er Jahren erreichte er unter Kindern und Jugendlichen eine große Beliebtheit durch seine spannenden Reiseberichte und Erzählungen über wilde Tiere in fernen Ländern, verbunden mit eindrucksvollen Predigten über den Glauben.
Ein großes Anliegen war es ihm, Kinder für Jesus zu begeistern.

### Zitate
- „Was ist dein Glaube: Lenkrad oder Reserverad? Wird jede Bewegung von einer Meisterhand gesteuert, oder schalten wir nur noch um auf Gottes Hilfe, wenn wir im Leben Panne haben?“[1]
- „Die beste Bibelübersetzung verdanke ich meiner Mutter. Sie übersetzte die Bibel in das Leben.“[2]

### Ehrungen
Indianerstämme verliehen ihm den Titel eines Friedenshäuplings und überreichten ihm einen ehrenvollen Kopfschmuck.

## Diskografie
John Thiessen veröffentlichte zunächst zwei Schallplatten mit Geschichten aus seinem Leben als Missionar für Kinder in der Hörreihe Onkel Peters Kinderstunde mit Peter van Woerden. Ab 1970 produzierte er gemeinsam mit Margret Birkenfeld und ihren Wetzlarer Kinderchören sechs Alben seiner eigenen Hörreihe Dr. Thiessen erzählt (anfänglich: „Unterwegs mit Dr. Thiessen“, bzw. auch kurz: „Dr. Thiessen“), die durch die exotischen Erlebnisse des Urwaldmissionars und nicht zuletzt seine Nachahmung von Dschungelgeräuschen und Tierlauten bekannt wurden.
| Jahr | Titel | Mitwirkende                                | Label                  | Anmerkungen |
| ---- | --- | ------------------------------------------ | ---------------------- | --- |
| 1962 | Onkel Peters Kinderstunde Eine Missionsreise mit Dr. Thiessen                                                          | Wetzlarer Kinderchor                       | Gerth Medien EP 33.413 | Wiederauflage 1970 in leicht gekürzter Form als Sammelausgabe mit Das Evangelium – eine Gotteskraft: Dr. Thiessen erzählt aus seinem Leben unter Titel Unterwegs mit Dr. Thiessen.                                                                                               |
| 1964 | Onkel Peters Kinderstunde Das Evangelium – eine Gotteskraft Dr. Thiessen erzählt aus seinem Leben                      | Wetzlarer Kinderchor                       | Gerth Medien EP 33.426 | Wiederauflage 1970 in leicht gekürzter Form als Sammelausgabe mit Das Evangelium – eine Gotteskraft: Dr. Thiessen erzählt aus seinem Leben unter Titel Unterwegs mit Dr. Thiessen.                                                                                               |
| 1970 | Unterwegs mit Dr. Thiessen                                                                                             | Wetzlarer Kinderchor                       | Gerth Medien LP 33.604 | Leicht gekürztes Sammelausgabe der vorangegangenen Veröffentlichungen aus der Hörreihe Onkel Peters Kinderstunde Eine Missionsreise mit Dr. Thiessen und Das Evangelium – eine Gotteskraft: Dr. Thiessen berichtet aus seinem Leben.                                             |
| 1971 | Unterwegs mit Dr. Thiessen (später: Dr. Thiessen erzählt) Wenn die Schlange gebissen hat                               | Wetzlarer Kinderchor                       | Gerth Medien LP 33.614 | 2001 exklusive CD-Veröffentlichung für Christliche Buchhandlung Wolfgang Bühne erschienen in leicht gekürzter Form und als Sammelausgabe kombiniert mit Wenn die Krokodile schreien unter CD-Nr. 939.764, in dieser Form 2017 auch als Download erschienen unter Nr. DL939764    |
| 1972 | Unterwegs mit Dr. Thiessen (später: Dr. Thiessen erzählt) Wenn die Krokodile schreien                                  | Wetzlarer Kinderchor                       | Gerth Medien LP 33.616 | 2001 exklusive CD-Veröffentlichung für Christliche Buchhandlung Wolfgang Bühne erschienen in leicht gekürzter Form und als Sammelausgabe kombiniert mit Wenn die Schlange gebissen hat unter CD-Nr. 939.764, in dieser Form 2017 auch als Download erschienen unter Nr. DL939764 |
| 1974 | Unterwegs mit Dr. Thiessen (später: Dr. Thiessen erzählt) Rangda, der Feind des Lichtes                                | Wetzlarer Kinderchor Wetzlarer Mädchenchor | Gerth Medien LP 33.622 | 2003 exklusive CD-Veröffentlichung für Christliche Buchhandlung Wolfgang Bühne unter CD-Nr. 938.622, Veröffentlichung als Download 2017 unter Nr. DL938622 |
| 1976 | Dr. Thiessen (später: Dr. Thiessen erzählt) Achtung! Die Affen kommen! Dr. Thiessen erzählt weihnachtliche Geschichten | Wetzlarer Kinderchor Wetzlarer Mädchenchor | Gerth Medien LP 33.627 | Veröffentlichung als Download 2017 unter Nr. DL933627 |
| 1979 | Dr. Thiessen erzählt Was Noah nicht mit in die Arche nahm                                                              | Wetzlarer Kükenchor Wetzlarer Kinderchor   | Gerth Medien LP 33.631 | 1996 Wiederveröffentlichung innerhalb der Hörreihe Hörmit unter MC-Nr. 960.321, 2003 exklusive CD-Veröffentlichung für Christliche Buchhandlung Wolfgang Bühne unter CD-Nr. 938.631, Veröffentlichung als Download 2017 unter Nr. DL938631                                       |
| 1981 | Dr. Thiessen (später: Dr. Thiessen erzählt) Wambo, der Einzelgänger                                                    | Wetzlarer Kinderchor                       | Gerth Medien LP 33.637 | 2001 exklusive CD-Veröffentlichung für Christliche Buchhandlung Wolfgang Bühne erschienen in leicht gekürzter Form und als Sammelausgabe kombiniert mit Matjan-Tutul, der Gefürchtete unter CD-Nr. 939.757, in dieser Form auch als Download erschienen 2017 unter Nr. DL939757  |
| 1984 | Dr. Thiessen erzählt Matjan-Tutul, der Gefürchtete                                                                     | Wetzlarer Kükenchor Wetzlarer Kinderchor   | Gerth Medien LP 33.648 | 2001 exklusive CD-Veröffentlichung für Christliche Buchhandlung Wolfgang Bühne erschienen in leicht gekürzter Form und als Sammelausgabe kombiniert mit Wambo, der Einzelgänger unter CD-Nr. 939.757, in dieser Form auch als Download erschienen 2017 unter Nr. DL939757        |